# Püspökszilágy
Püspökszilágy là một thị trấn thuộc hạt Pest, Hungary. Thị trấn này có diện tích 25,3 km², dân số năm 2010 là 761 người, mật độ 30 người/km².